# Elecciones presidenciales de Estados Unidos de 1804
Las elecciones presidenciales de los Estados Unidos de 1804 tuvieron lugar entre el viernes 2 de noviembre y el miércoles 5 de diciembre del mencionado año, siendo la quinta elección presidencial cuadrienal tras la independencia del país, y la tercera del Primer Sistema de Partidos. Fue además la primera elección presidencial realizada luego de la ratificación de la Duodécima Enmienda a la Constitución de los Estados Unidos, que reformó los procedimientos para elegir presidentes y vicepresidentes, separando la elección de ambos cargos para evitar que ocurriera un nuevo empate entre dos candidatos del mismo partido, como sucedió en la anterior elección. El Colegio Electoral a cargo de elegir al presidente y al vicepresidente estaba compuesto entonces por 176 electores, necesitándose 89 para ganar la elección.
Jefferson fue nominado nuevamente por el comité de nominaciones del Congreso de su partido sin oposición, y el partido nominó al gobernador George Clinton de Nueva York para reemplazar a Aaron Burr como compañero de fórmula de Jefferson. Con el expresidente John Adams en retiro, los federalistas recurrieron a Pinckney, un exembajador y héroe de la Guerra Revolucionaria que había sido compañero de fórmula de Adams en las elecciones de 1800.
El presidente incumbente Thomas Jefferson, del Partido Demócrata-Republicano, obtuvo la victoria abrumadoramente ante Charles Cotesworth Pinckney, candidato del Partido Federalista. Aunque Jefferson había derrotado por poco a John Adams en 1800 (73 votos electorales a 65), fue muy popular debido a la Compra de Luisiana y la situación económica en crecimiento. Triunfó en casi todos los estados, incluida la mayoría de los estados en el bastión federalista de Nueva Inglaterra. Varios estados no celebraron un voto popular para presidente, pero Jefferson dominó el voto popular en los estados que sí lo hicieron. El margen de victoria de 45.58 puntos porcentuales de Jefferson en el voto popular sigue siendo el margen de victoria más alto en una elección presidencial en la que hubo más de un candidato contendiendo.

## Candidaturas

### Partido Demócrata-Republicano
|                                              |                                      |
| Thomas Jefferson                             | George Clinton                       |
| para presidente                              | para vicepresidente                  |
|                                              |                                      |
| Presidente de los Estados Unidos (1801-1805) | Gobernador de Nueva York (1801-1804) |

El caucus de nominación demócrata-republicano de febrero de 1804 seleccionó la fórmula presidencial. A diferencia de las elecciones anteriores, el comité de candidatos no se reunió en secreto. La nueva nominación de Jefferson nunca tuvo ninguna duda real, ya que el problema real era ver a quién nominaría el partido para reemplazar al vicepresidente Aaron Burr, cuya relación con Jefferson se había agriado (En julio de ese mismo año, Burr mataría a Alexander Hamilton en un duelo, perdiendo así el apoyo popular que aún le quedaba). George Clinton, gobernador de Nueva York, fue elegido como compañero de fórmula de Jefferson, continuando la tradición del partido de nominar una fórmula encabezada por un virginiano y secundada por un neoyorquino. Hubo seis precandidatos a la vicepresidencia por el Partido Demócrata-Republicano, pero de todas formas Clinton venció por una amplia mayoría, casi cuadruplicando en voto a John Breckinridge, su principal competidor.
|  | 100.00 % |

|  | 62.04 % |

|  | 18.52 % |

|  | 8.33 % |

|  | 6.48 % |

|  | 3.70 % |

|  | 0.93 % |

### Partido Federalista
|                                                        |                                    |
| Charles Pinckney                                       | Rufus King                         |
| para presidente                                        | para vicepresidente                |
|                                                        |                                    |
| Embajador de los Estados Unidos en Francia (1796-1797) | Senador por Nueva York (1789-1796) |

Los federalistas no tenían un comité de nominaciones, solo habían celebrado uno en los anteriores comicios, pero los líderes federales del Congreso acordaron informalmente nominar un binomio que consistiera en Charles Cotesworth Pinckney de Carolina del Sur y el exsenador Rufus King de Nueva York. El servicio público de Pinckney durante y después de la Guerra de Independencia le ganó la estatura nacional, y los federalistas esperaban que Pinckney ganara algunos votos sureños de Jefferson, quien había dominado el voto sureño en las elecciones anteriores.

## Sistema electoral por estado
| Estado                                                              | Sistema electoral |
| ------------------------------------------------------------------- | --- |
| Connecticut Delaware Georgia Nueva York Carolina del Sur Vermont    | Electores designados por la legislatura estatal. |
| Nueva Hampshire Nueva Jersey Ohio Pensilvania Rhode Island Virginia | Lista completa. Los electores son elegidos por todos los votantes del estado.                                                                         |
| Kentucky Maryland Carolina del Norte Tennessee                      | El estado se divide en distritos electorales, con un elector elegido por distrito por los votantes de ese distrito.                                   |
| Massachusetts                                                       | * Dos electores elegidos por los votantes de todo el estado. - Un elector elegido por cada uno de los distritos del Congreso en una votación estatal. |

## Campaña
La muerte del líder federalista Alexander Hamilton en julio de 1804, precisamente en un duelo contra el vicepresidente Burr, destruyó cualquier esperanza que tenían los federalistas de derrotar al popular Jefferson. Sin líderes y desorganizados, los federalistas no lograron atraer mucho apoyo fuera de Nueva Inglaterra. Los federalistas atacaron la Compra de Luisiana como inconstitucional, criticaron a la armada de cañoneras de Jefferson y alegaron que Jefferson había engendrado hijos con su esclava, Sally Hemings, pero el partido no logró galvanizar la oposición a Jefferson. Las políticas de expansionismo y reducción del gasto público de Jefferson fueron muy populares. Jefferson fue ayudado por una organización efectiva del Partido Demócrata-Republicano, que había seguido desarrollándose desde 1800, especialmente en el bastión federalista de Nueva Inglaterra.

## Resultados

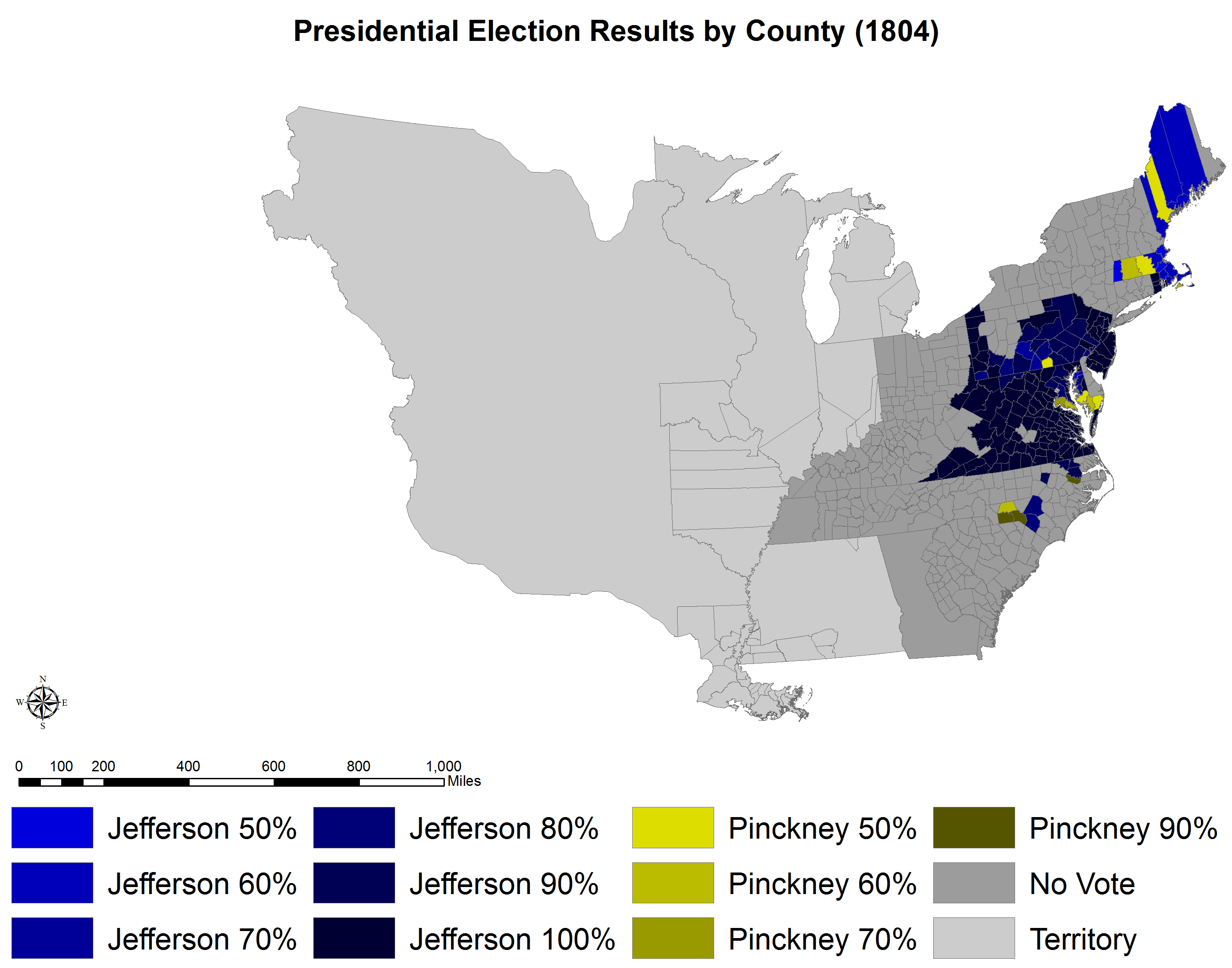
Los resultados por condado indican explícitamente el porcentaje del candidato ganador en cada condado. Los tonos de azul son para Jefferson (demócrata-republicano) y los tonos de amarillo son para Pinckney (federalista).

La victoria de Jefferson fue abrumadora, e incluso ganó cuatro de los cinco estados de Nueva Inglaterra. Pinckney ganó solo dos estados, Connecticut y Delaware. Esta fue la primera elección donde los republicanos demócratas ganaron en Maryland, Massachusetts, New Hampshire y Rhode Island. Esta fue la última vez que Massachusetts votó por los demócratas-republicanos hasta 1820, y la última vez que New Hampshire y Rhode Island votaron por los demócratas-republicanos hasta 1816.
|  | 72.79 % |

|  | 27.21 % |

|  | 100.00 % |